# Temple de Dionísies
El temple de Dionísies (o Dionísias) fou un temple de la regió d'el Faium, al lloc de Qasr Qarun (Dionísies), conegut per temple de les pedres, edificat al segle iii aC i dedicat al déu Sobek. Sota els romans fou una fortalesa a les rutes de les caravanes que anaven cap a Líbia. L'emperador Dioclecià el va fortificar contra les tribus del blèmies. El temple encara conserva el sostre, i al seu interior té 14 cambres a cada costat del corredor central que porten a tres capelles; uns banys termals decorats amb frescs i vidres van ser visibles fins al 1948, però després foren coberts per l'arena.